# Émile Archambault
Pour les articles homonymes, voir Archambault (homonymie).
Émile Archambault est un homme politique français né le 11 juin 1793 à Prémery (Nièvre) et décédé le 17 février 1873 à Prémery.
Marchand de bestiaux et marchand de bois, il est conseiller municipal de Prémery en 1822, puis adjoint au maire et conseiller général. Opposant à la Monarchie de Juillet, il fait de la prison à la suite d'une condamnation pour délit de presse. Il est député de la Nièvre de 1848 à 1849, siégeant avec les républicains du parti du général Cavaignac.

## Sources
- « Émile Archambault », dans Adolphe Robert et Gaston Cougny, Dictionnaire des parlementaires français, Edgar Bourloton, 1889-1891 [détail de l’édition]